# Chia rẽ Trung Quốc-Albania
Chia rẽ Trung Quốc - Albania vào năm 1978 giữa Cộng hòa Nhân dân Trung Hoa và Cộng hòa Nhân dân Xã hội chủ nghĩa Albania là cuộc xung đột duy nhất giữa một quốc gia Đông Âu với Trung Quốc trong cuộc Chia rẽ Trung – Xô đầu những năm 60 của thế kỷ XX.

## Lịch sử
Mối quan hệ giữa Đảng Cộng sản Trung Quốc và Đảng Lao động Albania đình đốn từ trước những năm 1970. Khi Trung Quốc thoát khỏi sự cô lập những năm 1970, Mao Trạch Đông và một số nhà lãnh đạo khác đã đánh giá lại quan hệ với Albania. Đáp lại, Tirana, lãnh đạo bởi Enver Hoxha, cũng bắt đầu mở rộng vị thế của mình trên trường quốc tế. Albania mở cửa thương mại với Pháp, Ý và một số quốc gia mới giành độc lập ở châu Á và châu Phi. Năm 1971, họ bình thường hóa quan hệ với Liên bang Nam Tư và Hy Lạp. Giới lãnh đạo Albania cũng ghét cay ghét đắng việc Trung Quốc nối lại quan hệ hữu nghị với Hoa Kỳ vào đầu những năm 1970. Báo chí và sóng phát thanh Tirana phớt lờ chuyến thăm của Nixon tới Bắc Kinh năm 1972. Tuy vậy, Albania vẫn đề nghị Đại hội đồng Liên Hợp Quốc chấp thuận Cộng hòa Nhân dân Trung Hoa thay thế Trung Hoa Dân Quốc tại Liên Hợp Quốc.

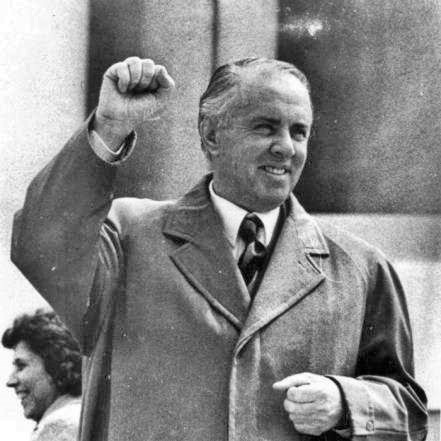
Hoxha, thủ tướng Albania từ 1944 đến 1985

Albania tích cực làm giảm sự lệ thuộc của mình vào Trung Hoa, bằng cách đa phương hóa thương mại, cải thiện ngoại giao và quan hệ văn hóa với các quốc gia phương Tây. Tuy nhiên Albania không gia nhập Tổ chức An ninh và Hợp tác châu Âu và là nước duy nhất tại châu Âu không tham gia Hiệp ước Helsinki tháng 7 năm 1975.
Ngay sau cái chết của Mao năm 1976, cộng với đó là phế truất Bè lũ bốn tên trong Cách mạng văn hóa, Enver Hoxha lên án giới cầm quyền mới cũng như Học thuyết Ba đại diện. Trung Hoa phản ứng bằng cách đưa Josip Broz Tito đến Bắc Kinh năm 1977. và chấm dứt mọi chương trình viện trợ cho Albania năm 1978.

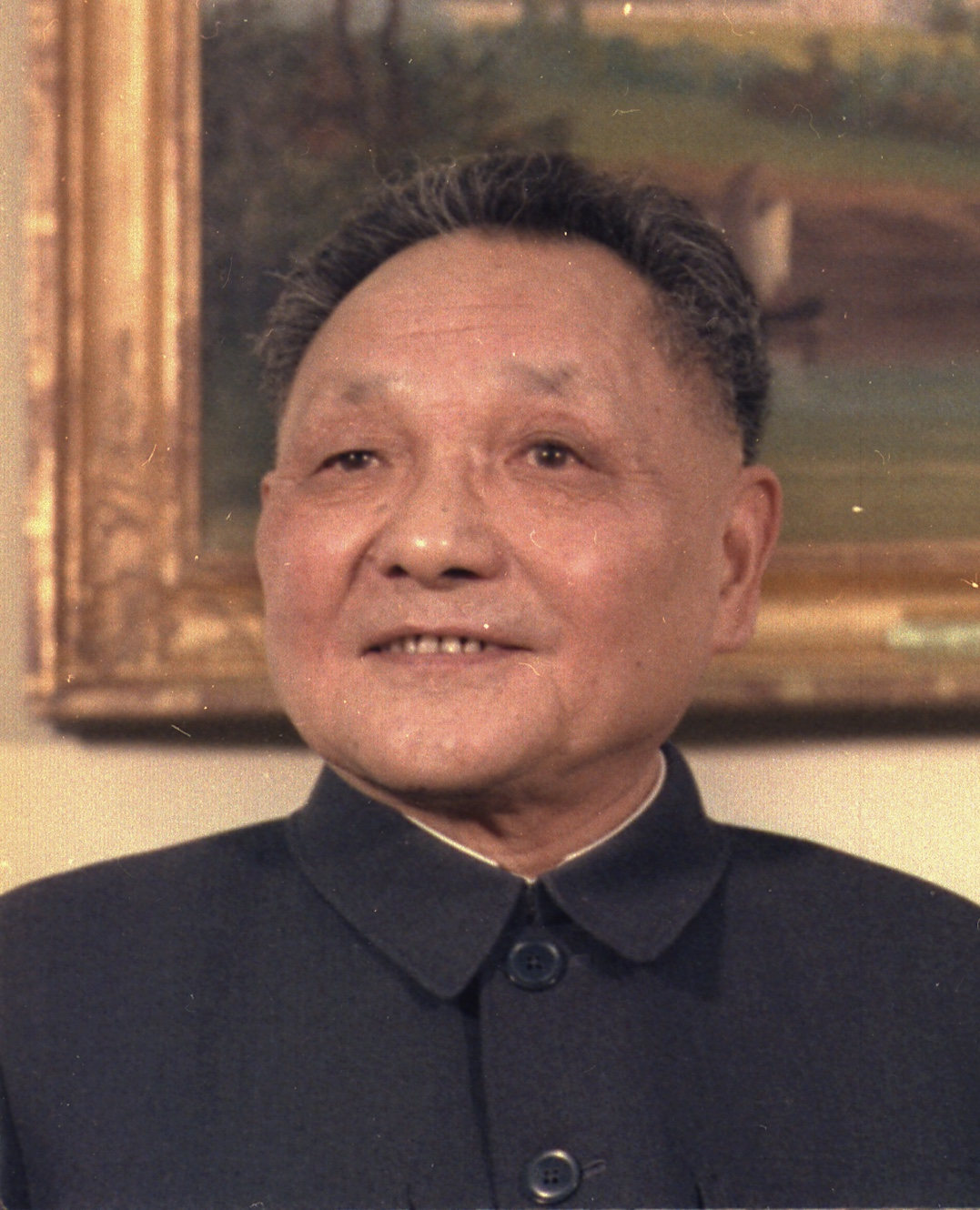
Lãnh đạo Trung Quốc Đặng Tiểu Bình trong thời kì chia rẽ Trung Quốc - Albania

Đổ vỡ với Trung Quốc làm cho Albania mất đi sự bảo vệ của quốc tế. Tirana bỏ qua mọi cuộc gọi từ Hoa Kỳ và Liên Xô mong muốn bình thường hóa mối quan hệ. Thay vào đó, Albania mở ra lối đi ngoại giao với các nước phía Tây Âu và các nước đang phát triển, bắt đầu nhấn mạnh sự tự cường của mình để phát triển kinh tế.

## Chia rẽ quốc tế
Mặc dù chằng mấy quan trọng trên chính trường quốc tế, nhưng chia rẽ Trung-Albania và những tranh cãi quanh Học thuyết Ba đại diện tạo ra mối chia rẽ to lớn trong xu thế tư tưởng Chủ nghĩa Mao. cùng với những tổ chức chống chủ nghĩa xét lại chọn con đường theo quan điểm  chính thống. Xu hướng này được đặt tên là Hoxhaism theo tên lãnh đạo Albania Enver Hoxha, phổ biến tại châu Phi, Thổ Nhĩ Kỳ, Mĩ Latinh. Tiêu biểu nhất là Đảng cộng sản Brazil chống lại chính quyền quân sự thân Mỹ và Liên minh Mác xít - Lênin nít Tigray chống lại chính quyền thân Xô ở quốc gia mình.